# 4063 Euforbo
4063 Euforbo eller 1989 CG2 är en trojansk asteroid i Jupiters lagrangepunkt L4. Den upptäcktes 1 februari 1989 av San Vittore-observatoriet i Bologna. Den är uppkallad efter Euphorbus i den grekiska mytologin.
Asteroiden har en diameter på ungefär 95 kilometer.